# 火炮武器设计局
火炮武器设计局（羅馬化：TOVARYSTVO Z OBMEZHENOYU VIDPOVIDALʹNISTYU KONSTRUKTORSʹKE BYURO ARTYLERIYSʹKE OZBROYENNYA, TOV KBAO，直译：「火炮武器设计局有限责任公司，简称KBAO」）是乌克兰国防行业的国有企业。火炮武器设计局是乌克兰境内唯一一家火炮身管研究和制造公司，被政府列入对乌克兰经济和安全具有战略重要性的企业名单。

## 引文
1. ↑  . Каталог підприємств України.   [2024-10-19]. （原始内容存档于2015-09-24）.
2. ↑  .   [2024-10-19]. （原始内容存档于2024-08-23）.
3. ↑  . 乌克兰国家通讯社. 2015-03-04  [2024-10-19]. （原始内容存档于2025-04-21） （乌克兰语）.